# Filippo Scarafia
Filippo Scarafia (Arezzo, 21 dicembre 1989) è un attore italiano.

## Biografia
Filippo Scarafia nasce ad Arezzo il 21 dicembre 1989. Pratica fin da piccolo equitazione, nuoto e ginnastica acrobatica, questi ultimi a livello agonistico. L'amore per l'ars scaenica si manifesta molto presto e a soli 12 anni inizia a studiare teatro nella città natia.
Consegue la maturità al liceo socio-psico-pedagogico senza mai abbandonare, nel frattempo, gli studi di recitazione.
Segue numerosi laboratori, tra cui quelli con Jorgelina Depetris, Vincent Riotta, Giovanni Veronesi e un seminario con Francesca De Sapio. Nel 2010 si diploma alla Libera Accademia del Teatro, partecipa al workshop della casting director Chiara Meloni, al laboratorio cinematografico con Sergio Rubini e si forma presso l'Acting School C.I.A.P.A. di Gisella Burinato.
Ma è dopo aver frequentato a Roma il seminario propedeutico presso il Centro Sperimentale di Cinematografia che arriva il suo primo lavoro. Nel 2011 debutta sul grande schermo nei panni del giovane Marco in Terraferma, film di Emanuele Crialese vincitore del Leone d'argento - Gran premio della giuria alla 68ª Mostra Internazionale d'Arte Cinematografica di Venezia.
Nello stesso anno approda in televisione nelle serie Rai Un passo dal cielo e Cinderella. Nel 2013 decide di trasferirsi a New York per studiare e migliorare la lingua.
Una volta tornato in Italia, grazie alla serialità televisiva, si fa conoscere per diversi ruoli in fiction e miniserie.
Nel 2021 torna a vestire i panni di Roberto Landi ne Il paradiso delle signore daily.

## Filmografia

### Cinema
- Terraferma[8], regia di Emanuele Crialese (2011)
- The Way of the Wind[9], regia di Terrence Malick (2022)

### Televisione
- Un passo dal cielo, regia di Enrico Oldoini – serie TV (2011)
- Cinderella, regia di Christian Duguay – miniserie (2011)
- Anita[5], regia di Claudio Bonivento – miniserie (2012)
- Il paradiso delle signore, regia di Monica Vullo – serie TV (2015-2017)
- L’amore strappato[10], regia di Simona Izzo e Ricky Tognazzi – miniserie (2018)
- Il paradiso delle signore[11], registi vari – soap opera (2021-in corso)
- Don Matteo, di registi vari, serie televisiva (2024).

## Teatro
- Il giorno della memoria, regia di Andrea Biagiotti (2006)
- Caligula, regia di Luca Bisaccioni (2007)
- Molto rumore per nulla, regia di Andrea Biagiotti (2007)
- Il caso Galileo, regia di Andrea Biagiotti (2007)
- Sogno di una notte di mezza estate, regia di Andrea Biagiotti (2008)
- Romeo e Giulietta, regia di Andrea Biagiotti (2008)
- Il Silmarillion, regia di Carlo Filippo Benocci (2008)
- Piccola città, regia di Andrea Biagiotti (2008)